# James Hector MacDonald
Pour les articles homonymes, voir MacDonald et James MacDonald.
James Hector MacDonald, né le 28 avril 1925 à Whycocomagh (en) en Nouvelle-Écosse au Canada et mort le 30 mai 2025 à Saint Catharines, en Ontario, est un prélat de l'Église catholique au Canada. Il est prêtre catholique depuis 1953. De 1978 à 1982, il a été évêque auxiliaire du diocèse de Hamilton en Ontario. De 1982 à 1991, il a été évêque du diocèse de Charlottetown à l'Île-du-Prince-Édouard. De 1991 à 2000, il a été archevêque de l'archidiocèse de Saint-Jean de Terre-Neuve. Il fait partie de la Congrégation de Sainte-Croix.

## Biographie
James Hector MacDonald est né le 28 avril 1925 à Whycocomagh (en) en Nouvelle-Écosse. Le 29 juin 1953, il a été ordonné prêtre.
Le 9 février 1978, il a été nommé évêque auxiliaire du diocèse de Hamilton en Ontario. Par la même occasion, il a été nommé évêque titulaire de Gibba (de). Le 12 août 1982, il a été nommé évêque du diocèse de Charlottetown  à l'Île-du-Prince-Édouard.
Le 2 février 1991, il a été nommé archevêque métropolitain de l'archidiocèse de Saint-Jean de Terre-Neuve. Le 4 décembre 2000, il a pris sa retraite.
Il meurt le 30 mai 2025 à l'hôpital de Saint Catharines à l'âge de 100 ans.

## Devise
La devise épiscopale de James Hestor MacDonald est Noli Timire.

## Annexe